# 교권 파시즘
교권 파시즘(敎權파시즘, clerical fascism)은 파시즘의 정치경제적 교리를 종교의 교권주의와 결합시킨 이념이다. 종교조직을 동원해 파시즘적 정치를 행하거나 또는 성직자가 파시즘 정권에서 지도적 역할을 하는 경우를 교권 파시즘이라고 한다.
교권 파시즘이라는 용어는 1920년대 이탈리아에서 베니토 무솔리니 및 그 정권을 지지한 천주교 정당인 이탈리아 인민당을 설명하는 말로써 처음 사용되었다. 무솔리니를 반대하다 1924년 망명을 나간 기독교민주주의 사제 루이지 스투르초가 용어 고안자라고 한다. 1922년의 로마 진군으로 무솔리니가 정권을 잡기 이전부터 이탈리아 북부에서는 천주교와 파시즘을 융합시키려는 천주교도들이 존재했고, 이들 역시 교권파시스트라고 칭해졌다.
기독교 파시즘이 급진화된 교권 파시즘은 전간기에 유럽 각지의 극우 정치세력들 사이에서 형성되었다. 다음 사례들이 전간기에 발생한 교권 파시즘으로 거론된다.
- 요제프 티소 신부가 이끈 슬로바키아 제1공화국의 슬로바키아 인민당
- 크로아티아 독립국의 우스타샤[4]
- 세르비아 구국정부에 부역한 유고슬라비아 국민운동
- 포르투갈 제2공화국의 안토니우 드 올리베이라 살라자르 정권 (국가연합당)
- 오스트리아 연방국의 엥겔베르트 돌푸스 정권 (오스트로파시즘, 애국전선)
- 슬로베니아의 레온 루프니크
- 루마니아 정교회 교도 코르넬리우 젤레아 코드레아누가 이끈 루마니아 왕국의 철위대.
- 벨기에의 렉스당
- 비시 프랑스
- 핀란드의 라푸아 운동
- 폴란드의 국민급진주의
- 스페인국 프란시스코 프랑코 정권의 국민가톨릭

일부 학자들은 현대의 종교정치운동 일부를 교권 파시즘으로 간주하기도 한다. 예컨대 미국의 기독교 정체성 정치나 기독교 재건주의, 중동의 이슬람 근본주의 및 이슬람주의, 인도의 전투적 힌두 국민주의 등이 현대판 교권 파시즘으로 거론된다.

## 같이 보기
- 힌두트바
- 카하네주의
- 긍정적 기독교